# Klosterkirche St. Trinitatis (Neuruppin)

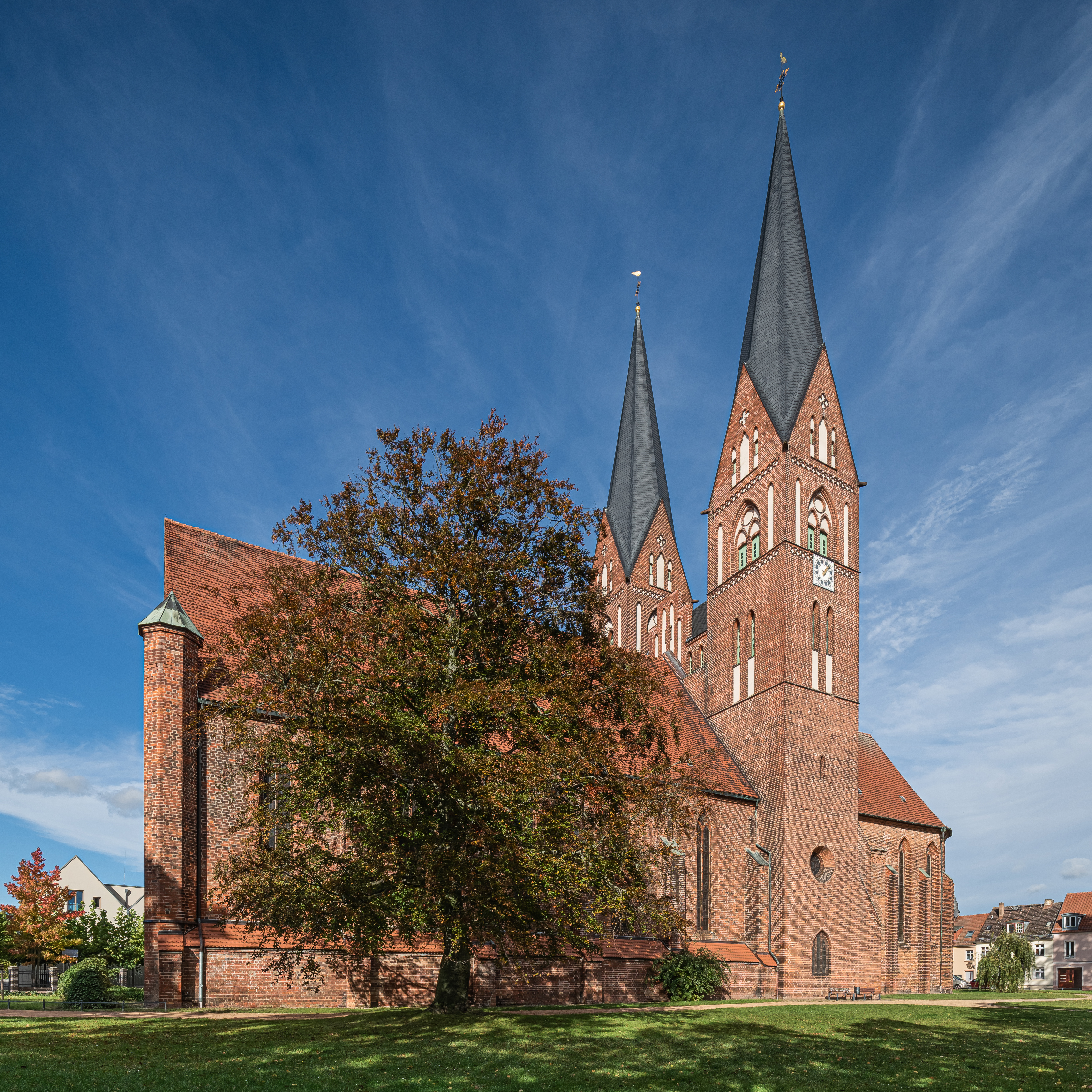
Klosterkirche St. Trinitatis

Die Klosterkirche Sankt Trinitatis ist die größte Kirche der Stadt Neuruppin. Sie wurde zusammen mit dem zugehörigen Kloster 1246 errichtet und bildet mit ihren markanten Türmen das Wahrzeichen der Stadt.

## Beschreibung

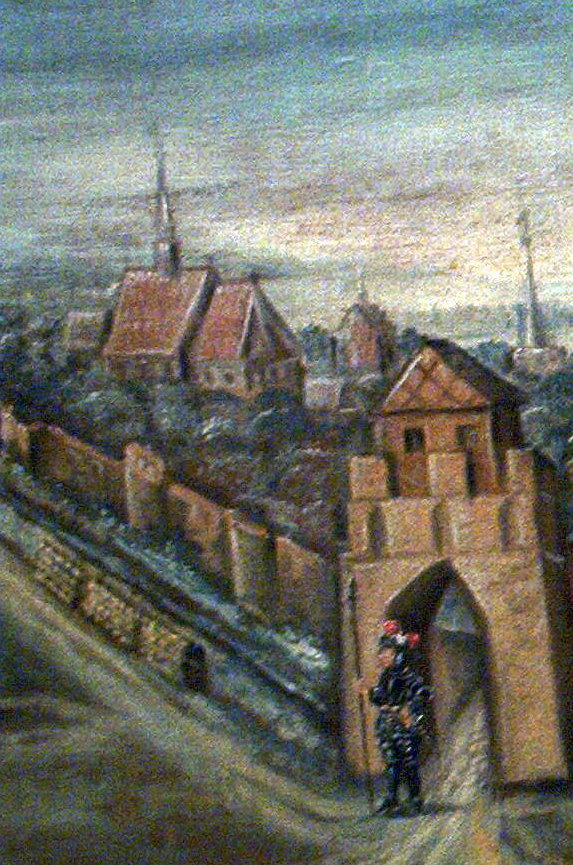
Neuruppin mit Klosterkirche (mit Dachreiter, ohne Türme) 1694

Die Hallenkirche aus der Zeit der Backsteingotik steht am Ufer des Ruppiner Sees am Rande der Altstadt von Neuruppin. Die Kirche wurde ab der 1. Hälfte des 13. Jahrhunderts in mehreren Bauphasen errichtet. Sie besteht aus einem vierjochigen Chor, dessen Wände zu den ältesten, noch spätromanischen Teilen des Baus gehören. Um 1270 erweiterte man die Kirche durch Anfügung des dreischiffigen, fünf Joche langen Langhauses. Die spätromanischen Teile wurden nun als Chor genutzt, erhöht, gewölbt und um 1300 mit einem neuen Ostabschluss in Form eines 7⁄12-Polygons versehen. Als mögliche Vorbilder hat man auf Chorin und Eberswalde verwiesen. Allerdings wurde das Maßwerk in der Neogotik erneuert.

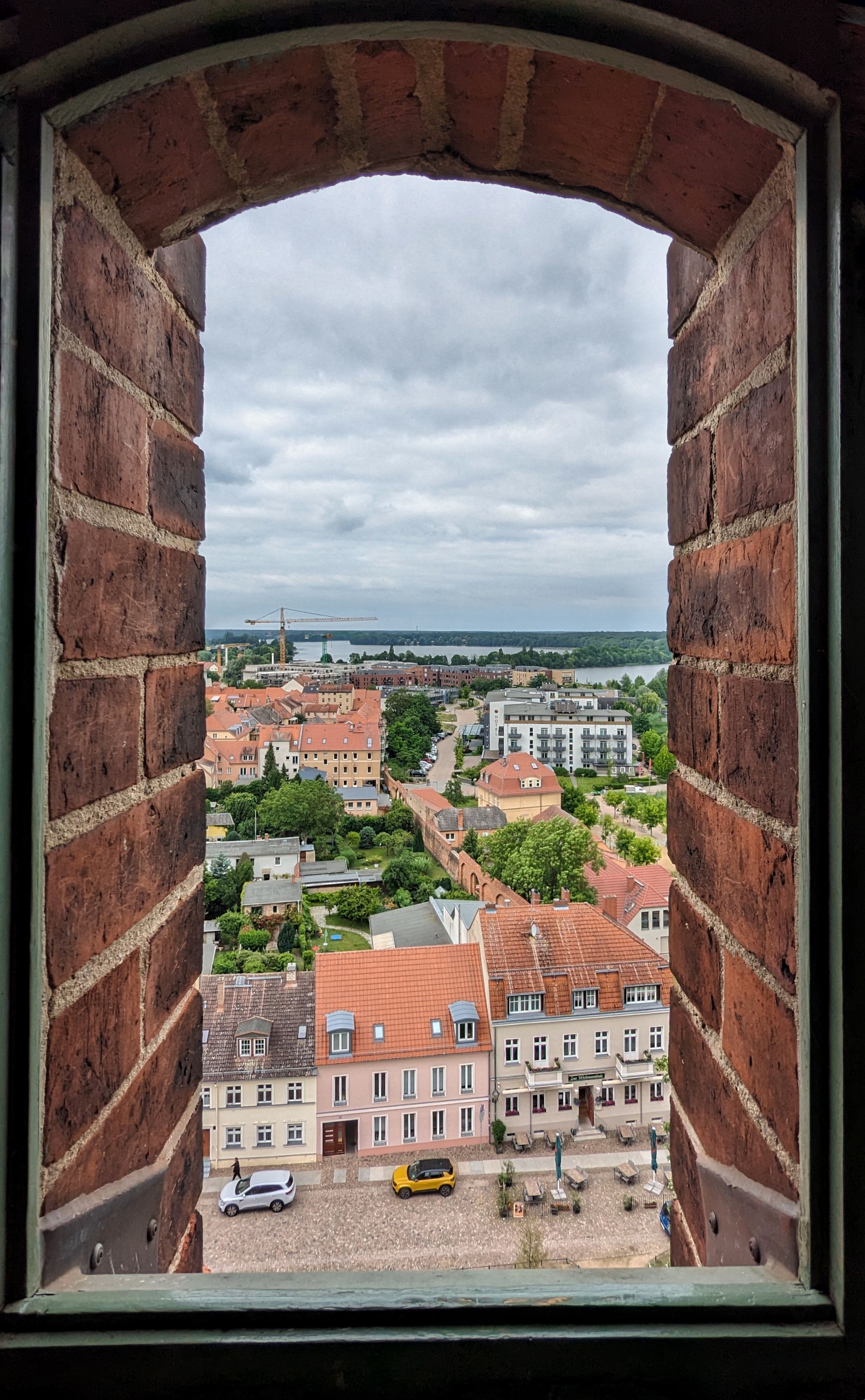
Blick nach Norden aus dem Turm

Die beiden 62,5 Meter hohen, neugotischen Türme stehen in den Winkeln zwischen Chor und Seitenschiffen. Der Innenraum ist 62,5 Meter lang; der Chor nimmt davon fast die Hälfte ein. Im westlichen Turm befindet sich der Glockenstuhl mit drei Glocken, der östliche (zum See zeigende) Turm dient als Aussichtsturm. Die Lage des Klosters am Ufer des Sees bestimmte die Ausrichtung der Kirche, deren Chor nach Nordosten orientiert ist. Die Ausrichtung weicht damit von der üblichen Ostung ab.

## Geschichte

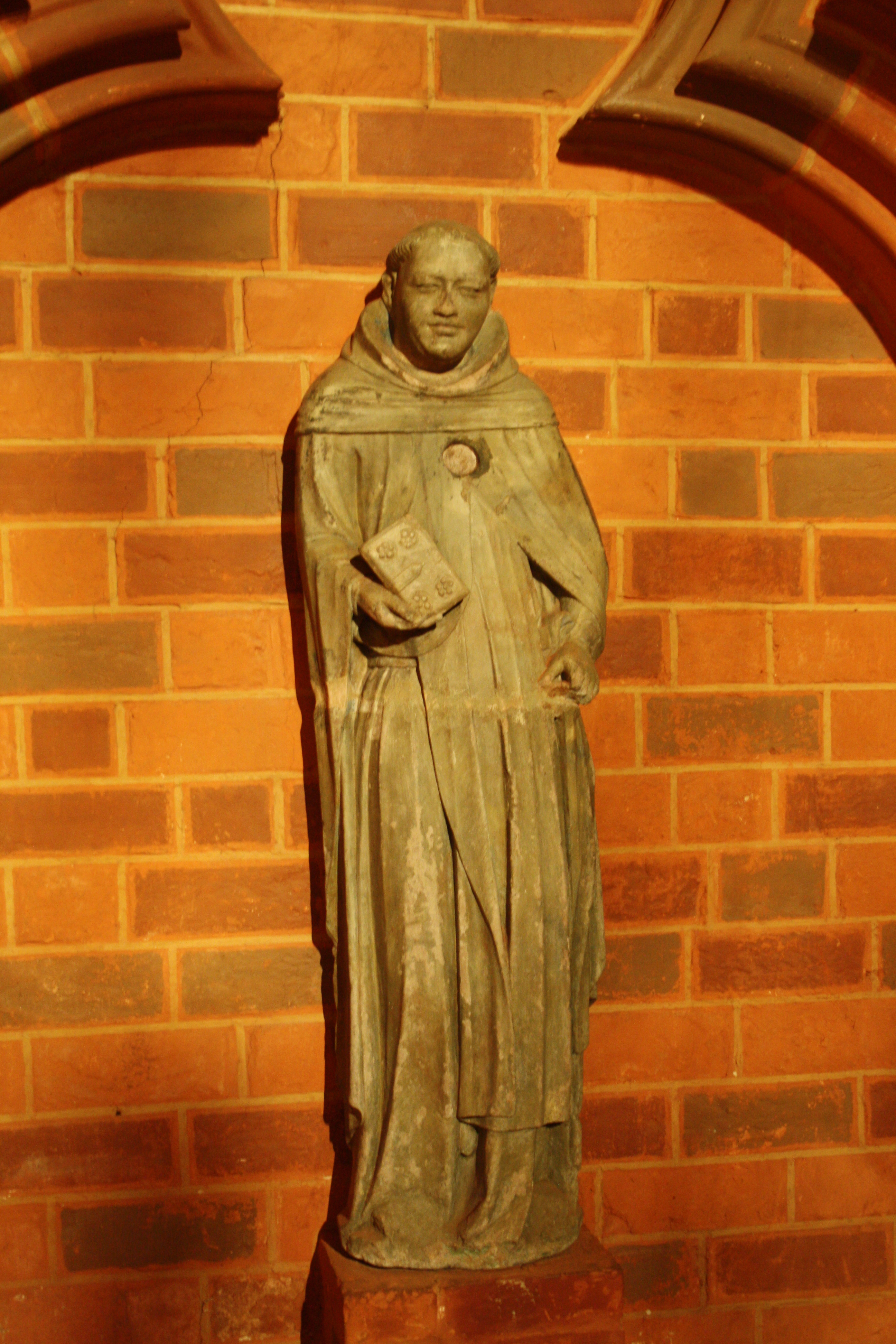
Sandsteinfigur eines Dominikaners, 1370/80, genannt Pater Wichmann (Wichmann von Arnstein, Gründer und 1. Prior des Klosters)

Im 13. Jahrhundert wurde das Dominikanerkloster in Neuruppin als erste Niederlassung des Ordens zwischen Elbe und Oder durch den ersten Prior Wichmann von Arnstein gegründet. Direkt an die Kirche schlossen sich die Klostergebäude an. Entsprechend der Ordensregeln hatte die Kirche ursprünglich keinen Turm, sondern nur einen kleinen Dachreiter.

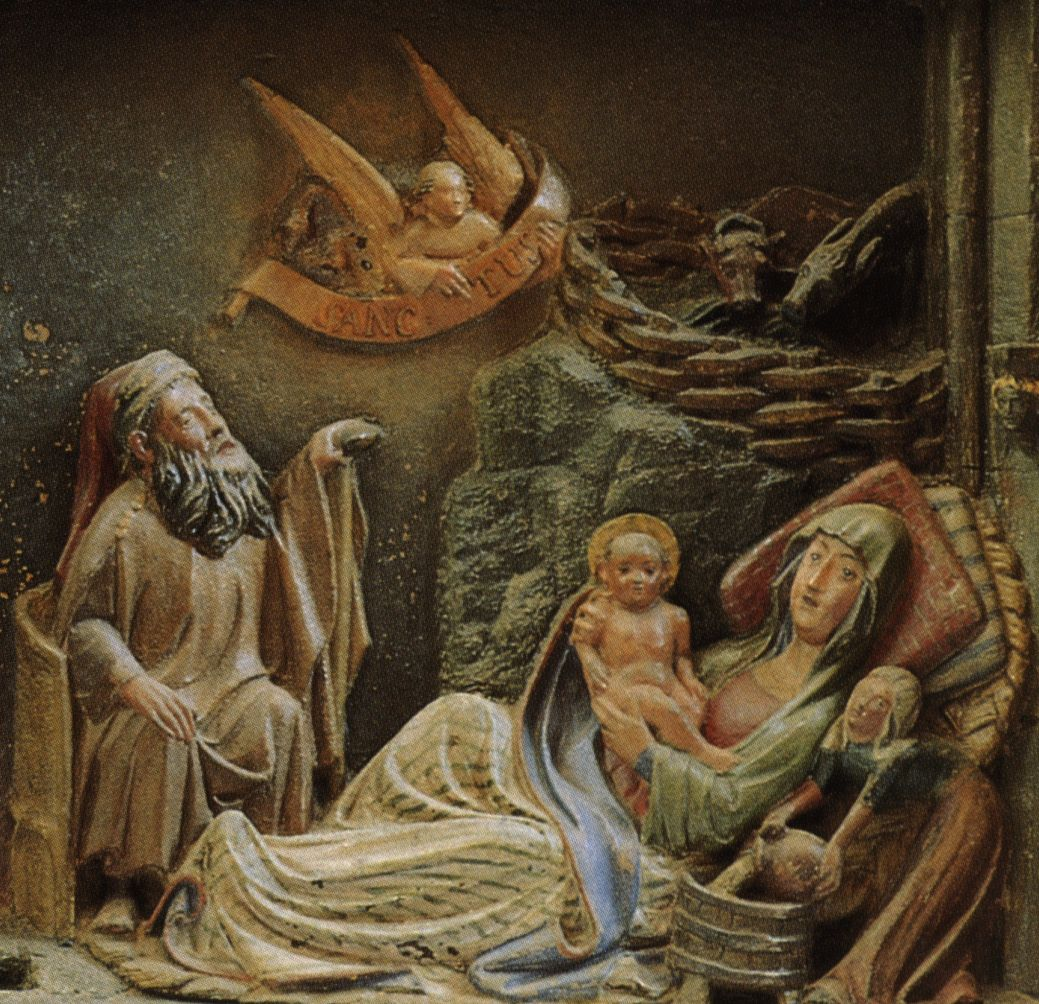
Die Geburt Christi, Ausschnitt aus dem Altarretabel, Sandstein, Ende 14. Jh.

Im Zuge der Reformation fiel der Klosterbesitz um 1540 an den Kurfürsten Joachim von Brandenburg. Im Jahr 1564 schenkte er das Kloster der Stadt. Die Kirche wurde wiederhergestellt und als evangelische Pfarrkirche genutzt, in den übrigen Klostergebäuden wurde ein Spital eingerichtet. Die Kirche wurde am 2. Sonntag nach Trinitatis 1564 durch Pfarrer Mag. Andreas Buchow der Heiligen Dreifaltigkeit geweiht.

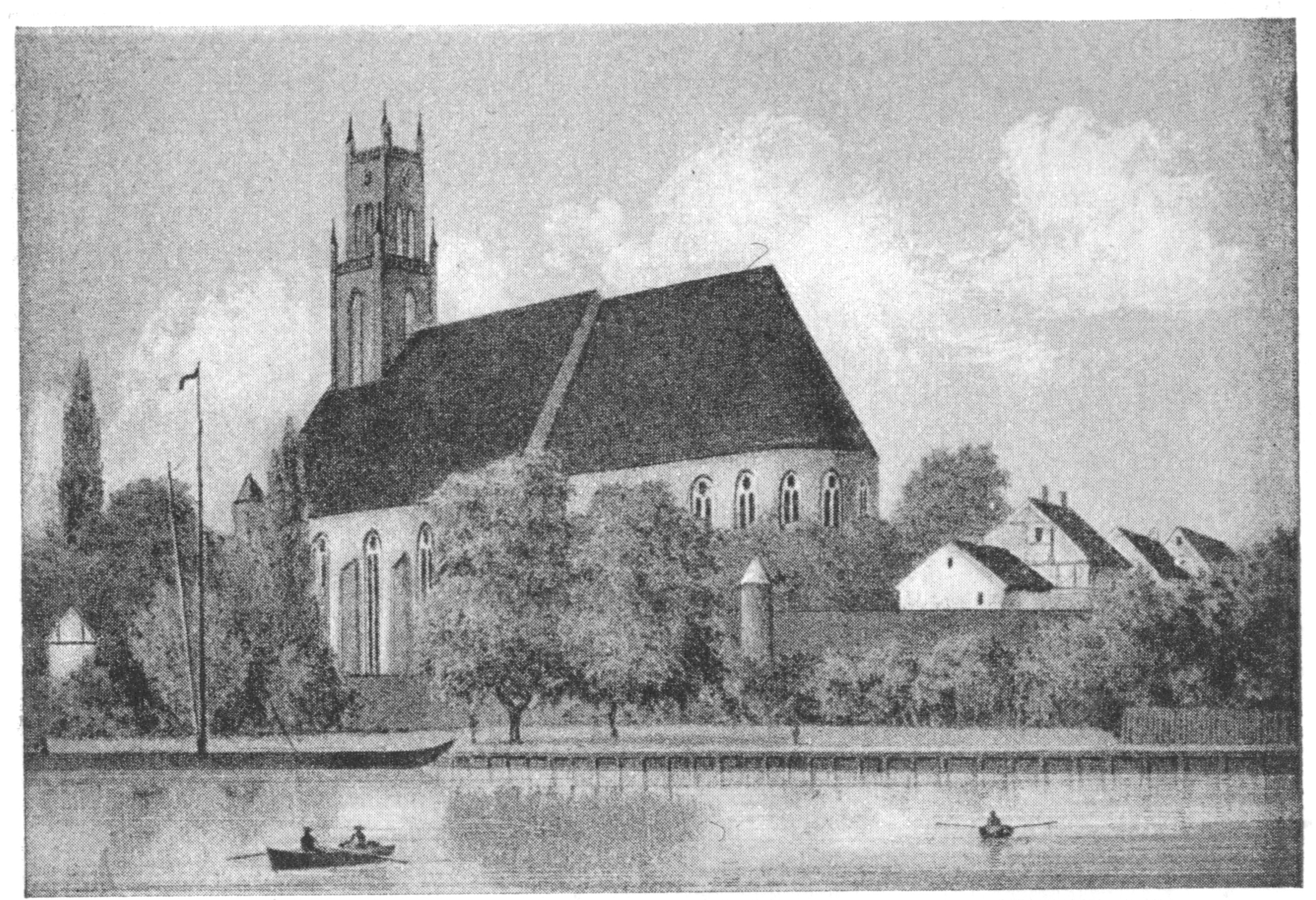
Klosterkirche um 1860 mit Holzturm

Während der Französischen Besetzung 1806 wurde die Klosterkirche als Gefangenenlager für preußische Soldaten genutzt, in den folgenden Jahren als Mehl- und Brotlager sowie 1813 nochmals als Gefangenenlager für französische Soldaten. Im Jahr 1816 wurden die Klostergebäude mit Ausnahme der Kirche abgerissen. Ab 1834 wurde die Klosterkirche auf Weisung von König Friedrich Wilhelm III. nach Plänen Karl Friedrich Schinkels saniert und am 16. Mai 1841 in Anwesenheit von König Friedrich Wilhelm IV. eingeweiht. Auf Schinkel gehen die Ausmalung, die große Rosette über der Eingangstür sowie die Einfassung der Sandsteintafeln am Hauptaltar zurück. Schinkel ließ auch einen 58 Meter hohen dreietagigen Turm aus Holz auf dem Südgiebel errichten, der aber schon 1882 wegen Baufälligkeit wieder abgerissen wurde. Im Jahr 1905 wurde die Kirche um die beiden markanten Türme erweitert nach Plänen des Königlichen Baurats Ludwig Dihm. Das Richtfest fand am 5. August 1907 statt, die feierliche Einweihung am 9. Juni 1908 in Anwesenheit des Kronprinzen Wilhelm.
Am 1. Mai 1945 signalisierten weiße Fahnen am Turm (wie auch an der Pfarrkirche Sankt Marien) die Übergabe der Stadt an die vorrückende sowjetische Armee, die Neuruppin vorher zur Kapitulation aufgefordert hatte.

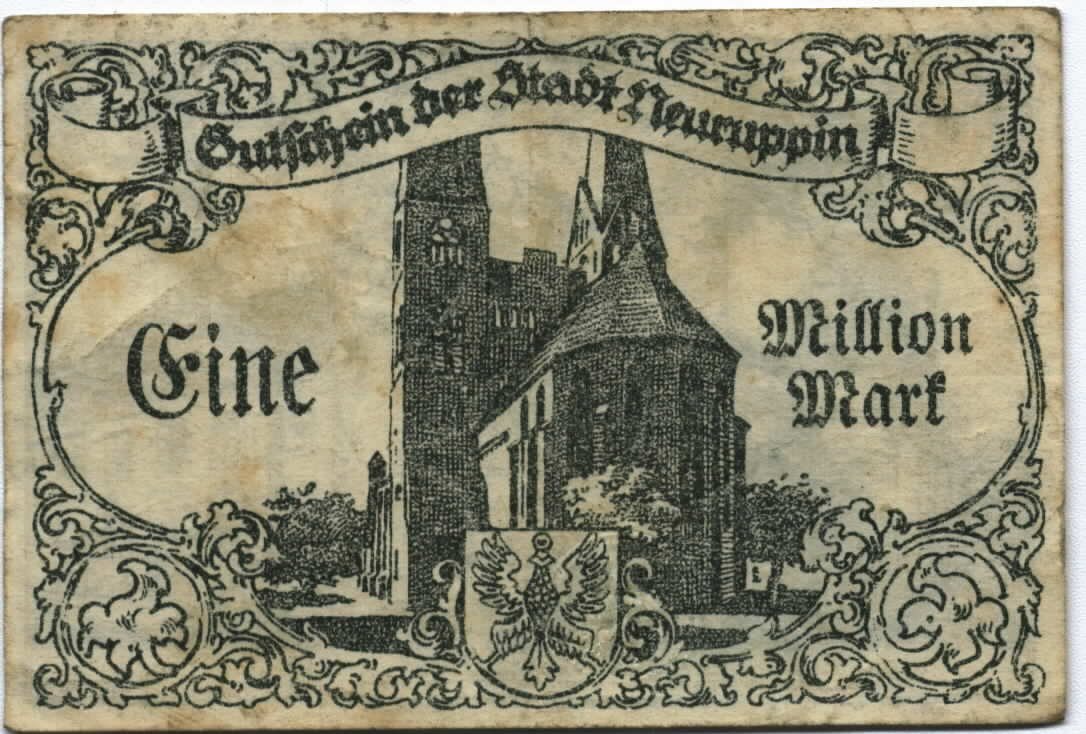
Notgeldschein der Stadt Neuruppin von 1923 mit Darstellung der Klosterkirche

Von 1974 bis 1978 wurde die Kirche mit Hilfe eines Sonderbauprogramms in der DDR, das mit Geldmitteln der Evangelischen Kirche in Westdeutschland Bauvorhaben an Kirchenbauten in der DDR ermöglichte, erneuert. In die Kirche wurde im letzten Joch des Hauptschiffs eine Zwischenetage eingezogen und dort mittels einer Glaswand ein Gemeinderaum und eine beheizbare Winterkirche abgeteilt. Im Zuge dieser Maßnahmen erfolgte durch die Evangelische Kirchengemeinde Neuruppin der Beschluss, die Klosterkirche Sankt Trinitatis als Hauptgottesdienstraum zu nutzen und dafür die baufällige Pfarrkirche Sankt Marien aufzugeben. Die Klosterkirche wurde am 1. Advent (27. November) 1977 als Gemeindezentrum eingeweiht. Bereits 1958 hatte die Neuruppiner Künstlerin Gisela Heyner die Glasfenster mit biblischen Motiven entworfen, diese wurden bei der Baumaßnahme erneuert.
Zur Zeit der Wende fanden in der Klosterkirche ab dem 10. Oktober 1989 regelmäßig Friedensgebete statt, am 3. November 1989 traf sich das Neue Forum Neuruppin in der Kirche zu seiner ersten Vollversammlung. 1996 wurde der Niemöllerplatz um die Klosterkirche in Anlehnung an alte Pläne von Peter Joseph Lenné neu gestaltet. 2011 bis 2012 wurden umfassende Renovierungsarbeiten durchgeführt. Die Turmdächer wurden neu gedeckt, morsche Teile des Dachstuhls wurden ausgetauscht und das Mauerwerk des Chorraums wurde durch Ringanker und Stahlseile gesichert. Die Arbeiten mit Gesamtkosten von 1.100.000 € wurden offiziell am 1. Advent (2. Dezember) 2012 mit einem Festgottesdienst beendet.

## Ausstattung

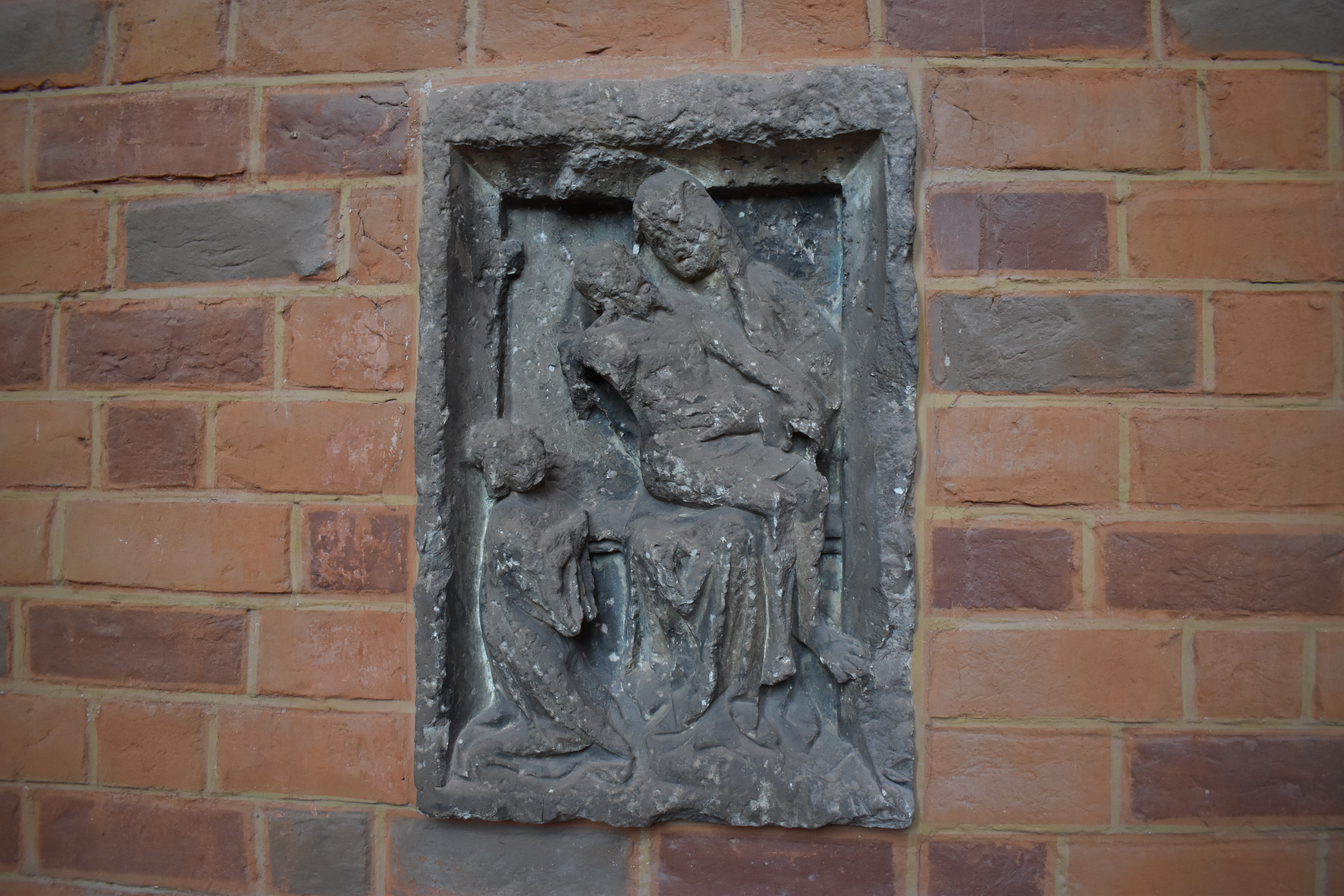
Sandsteinrelief mit Pietà (Ende des 14. Jh.)

Noch spätmittelalterlich sind zum einen das Altarretabel aus Sandstein, welches um 1400 datiert wird, in zwei Reihen Szenen aus dem Christusleben darstellt und stilistisch den böhmischen Einfluss in der Mark Brandenburg zeigt und dem Umkreis des Havelberger Lettners zuzurechnen ist. In diesen Überlieferungsstrang gehört auch die Ikonographie der Christgeburtsszene: Die Gottesmutter liegt auf einem gepolsterten Lager und eine Hebamme badet das Christkind – ein in der Bibel so nicht erzähltes Detail. Die andere spätmittelalterliche Skulpturengruppe besteht aus vier weiteren, stark beschädigten Sandsteinreliefs, die in die Zeit des Altarretabel gehören und heute im Chorpolygon angebracht sind. Sie stellen dar: Pietà mit Stifter, Kreuzigung, Marienkrönung und Christus mit zwei Heiligen. Die besonders qualitätvolle Sandsteinfigur eines Dominikaners (häufig mit Pater Wichmann verbunden, um 1370/1380) und eine weitere, ebenfalls aus Sandstein bestehende Pietà (um 1425–1450).

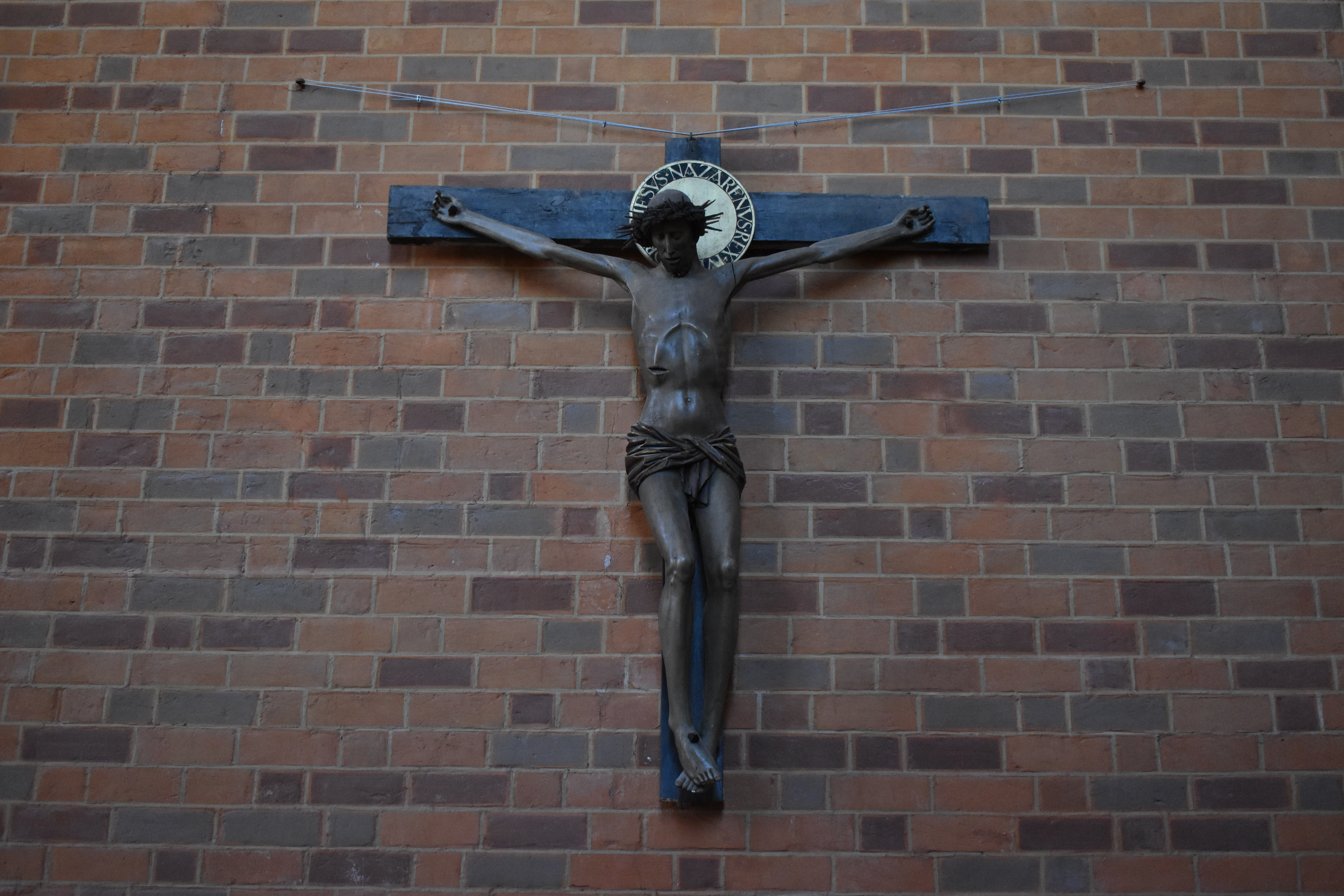
Kruzifix (um 1500)

Zwei Holzfiguren, Maria und Johannes aus einer Triumphkreuzgruppe, entstanden um 1460–1470. Im Jahr 1490 goss der niederländischen Glockengießers Gerhard van Wou die große Glocke, die aber wegen zu großer Schäden heute durch drei Eisenhartgussglocken der Gießerei Schilling und Lattermann aus Morgenröthe-Rautenkranz, die an gekröpften Stahljochen mit Gegengewichtsklöppel hängen, ersetzt worden ist. Ein lebensgroßes Kruzifix (um 1500) stammt aus der Kapelle des Siechen-Hospitals St. Lazarus. Ebenfalls aus der Frühneuzeit stammen die Inschriften im zweiten und dritten Joch des Chors, die die Klosterkirche als Grablege der Grafen von Lindow benennen und die Übergabe des Kirchengebäudes an die Stadt Neuruppin bezeugen (1564). Ehemals zur ursprünglichen, durch Stadtbrand zerstörten Pfarrkirche St. Marien gehörten zwei Gemälde, welche der Gemeinde 1699 gestiftet wurden. Sie zeigen die Reformatoren Philipp Melanchthon und Martin Luther. Weitere Gemälde in der Klosterkirche stammen vom Stadtsohn Wilhelm Gentz („Gastmahl im Hause des Pharisäers Simon“, 1854) und seinem Sohn Ismael Gentz (Erinnerung an die Einweihung der Kirchtürme 1908). Als Elemente des Historismus finden sich die Einrahmung des Altarretabels und die hölzerne Kanzel (1842) des Neuruppiner Tischlermeisters Wilhelm Fritzsche gegenüber der Orgel. Ein Nagelkreuz aus Nägeln des Deckengewölbes der im Zweiten Weltkrieg von den Deutschen bombardierte Kathedrale zu Coventry mahnt auch in Neuruppin zu Frieden und Toleranz.

### Eine von Fontane überlieferte Legende
In die Reformationszeit fällt eine in der Klosterkirche verbildlichte Legende über eine Maus, die eine Ratte verfolgt. Theodor Fontane schrieb dazu:

„Das Innere der Kirche, trotz seiner Inschriften, ist immer noch gerade kahl genug geblieben, um sich der »Maus und Ratte« zu freun, die der den Deckenanstrich ausführende Maler in gewissenhaftem Anschluß an eine halb legendäre Tradition an das Gewölbe gemalt hat. Die Tradition selbst aber ist folgende. Wenige Tage nachdem die Kirche, 1564, dem lutherischen Gottesdienst übergeben worden war, schritten zwei befreundete Geistliche, von denen einer noch zum Kloster hielt, durch das Mittelschiff und disputierten über die Frage des Tages. »Eher wird eine Maus eine Ratte hier über die Wölbung jagen«, rief der Dominikaner, »als daß diese Kirche lutherisch bleibt.« Dem Lutheraner wurde jede Antwort hierauf erspart; er zeigte nur an die Decke, wo sich das Wunder eben vollzog.
Unser Sandboden hat nicht allzuviel von solchen Legenden gezeitigt, und so müssen wir das Wenige werthalten, was überhaupt da ist.“

### Orgel

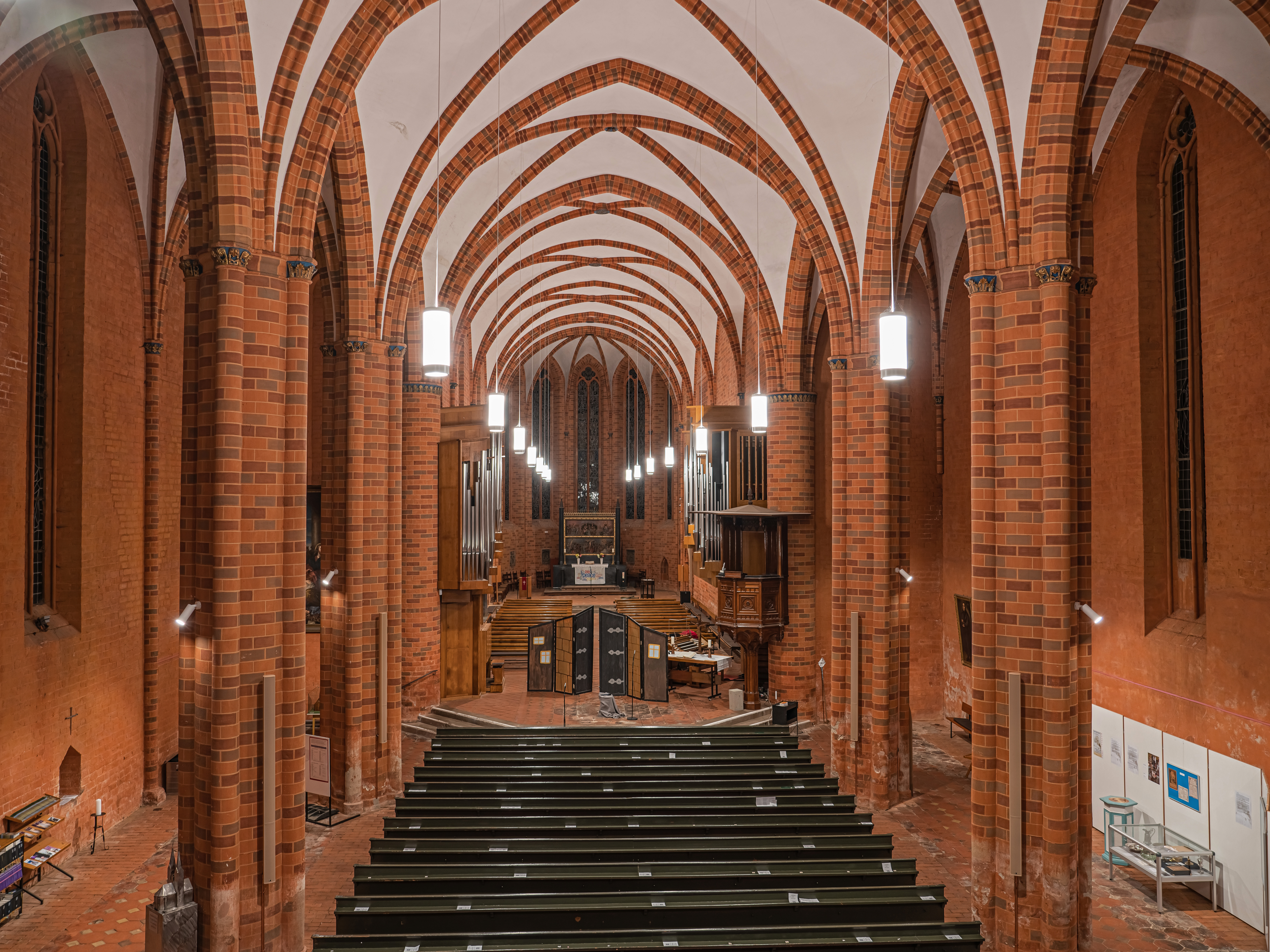
Chor der Kirche und Orgel

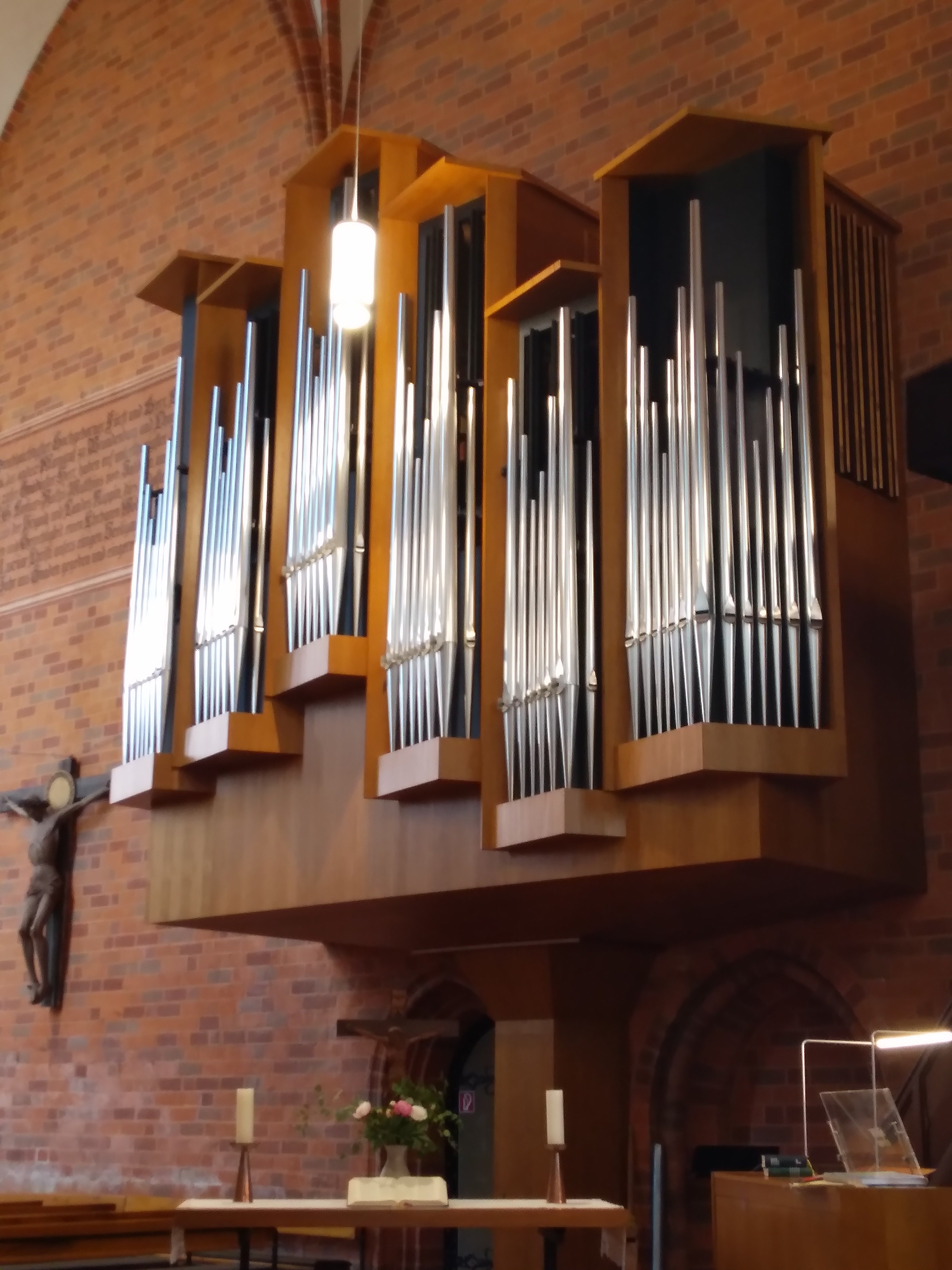
Blick auf die neue Orgel in der Klosterkirche St. Trinitatis

Eine neue Orgel wurde von der Firma Sauer 1983 eingebaut. Im Gegensatz zu früheren Orgeln fand sie nicht ihren Platz auf einer Empore, sondern steht gegenüber der Kanzel an der Verbindung von Chor und Hauptschiff. Sie kostete etwa 200.000 Deutsche Mark. Die 1600 Pfeifen der 24 Register verteilen sich auf zwei Manuale und Pedal. Die Windanlage wurde vom Partnerkirchbezirk im westdeutschen Karlsruhe bereitgestellt. Die neue Orgel wurde am 29. April 1984 eingeweiht.
Die Orgel ist im Jahr 2022 durch ein Zwillings-Werk erweitert worden. Während die bisherige Orgel eine barocke Klangfarbe hat, verfügt die neue Orgel über eine romantische Klangfarbe. Das Instrument ist um ein drittes Manualwerk erweitert worden. Die neue Orgel mit integriertem Schwellwerk ist an der gegenüberliegenden Wand aufgestellt worden. Zusätzlich wurde die Disposition der vorhandenen Werke erweitert. Als Ergänzung wurde ein dreimanualiger, fahrbarer Spieltisch gebaut, von dem aus die alte, erweiterte Orgel und das Schwellwerk spielbar ist. Zu diesem Zweck ist das alte Instrument mit elektrischen Steuerelementen ausgestattet worden. Außerdem ist das Instrument vom neuen Spieltisch aus MIDI-fähig. Es hat folgende Disposition:
| I Hauptwerk C–g3 |                       |        |     |
| 01.              | Pommer                | 16′    | (a) |
| 02.              | Prinzipal             | 08′    | (a) |
| 03.              | Gemshorn              | 08′    |     |
| 04.              | Koppelflöte           | 08′    | (a) |
| 05.              | Gambe (= Nr. 32)      | 08′    |     |
| 06.              | Oktave                | 04′    | (a) |
| 07.              | Kleingedackt          | 04′    | (a) |
| 08.              | Quinte                | 02 ⁄3′ | (a) |
| 09.              | Oktave                | 02′    |     |
| 10.              | Waldflöte             | 02′    | (a) |
| 11.              | Mixtur V-VI           |        | (a) |
| 12.              | Basson                | 16′    |     |
| 13.              | Trompete              | 08′    | (a) |
| 14.              | Clairon (Ext. Nr. 43) | 04′    |     |
|                  | Glockenspiel          |        |     |

| II Schwellwerk C–g3 |                            |       |     |
| 15.                 | Prinzipal                  | 8′    |     |
| 16.                 | Hohlflöte (= Nr. 31)       | 8′    |     |
| 17.                 | Holzgedackt                | 8′    | (a) |
| 18.                 | Quintadena                 | 8′    |     |
| 19.                 | Salizional (= Nr. 30)      | 8′    |     |
| 20.                 | Flötenprinzipal (= Nr. 37) | 4′    |     |
| 21.                 | Rohrflöte                  | 4′    | (a) |
| 22.                 | Spitzflöte                 | 4′    |     |
| 23.                 | Prinzipal                  | 2′    | (a) |
| 24.                 | Sifflöte                   | 1 ⁄3′ | (a) |
| 25.                 | Oktävlein                  | 1′    | (a) |
| 26.                 | Sesquialter II             |       | (a) |
| 27.                 | Scharff IV                 |       | (a) |
| 28.                 | Holzregal                  | 8′    | (a) |
|                     | Xylophon                   |       |     |

| III Schwellwerk C–g3 |                             |         |
| 29.                  | Stillbordun                 | 16′     |
| 30.                  | Salizional                  | 16′     |
| 31.                  | Hohlflöte                   | 08′     |
| 32.                  | Viola di Gamba              | 08′     |
| 33.                  | Harmonieflöte (Ext. Nr. 29) | 08′     |
| 34.                  | Salizional (Ext. Nr. 30)    | 08′     |
| 35.                  | Rohrflöte                   | 08′     |
| 36.                  | Vox coelestis               | 08′     |
| 37.                  | Flötenprinzipal             | 04′     |
| 38.                  | Traversflöte                | 04′     |
| 39.                  | Salizet (Ext. Nr. 30)       | 04′     |
| 40.                  | Nasat (vorab Nr. 42)        | 02 ⁄3′  |
| 40.                  | Oktave (vorab Nr. 42)       | 02′     |
| 41.                  | Terz                        | 01 3⁄5′ |
| 42.                  | Mixtur IV-V                 | 02 ⁄3′  |
| 43.                  | Trompete                    | 08′     |
| 44.                  | Oboe                        | 08′     |
| 45.                  | Clarinette                  | 08′     |
|                      | Celesta                     |         |

| Pedal C– |                         |     |     |
| 46.      | Untersatz               | 32′ |     |
| 47.      | Prinzipalbass 0         | 16′ |     |
| 48.      | Subbass                 | 16′ | (a) |
| 49.      | Zartbass (= Nr. 29)     | 16′ |     |
| 50.      | Salizetbass (= Nr. 30)  | 16′ |     |
| 51.      | Oktavbass               | 08′ | (a) |
| 52.      | Gedackt                 | 08′ | (a) |
| 53.      | Cello (= Nr. 32)        | 08′ |     |
| 54.      | Choralbass              | 04′ | (a) |
| 55.      | Bassflöte               | 04′ |     |
| 56.      | Nachthorn (Ext. Nr. 31) | 02′ |     |
| 57.      | Hintersatz IV           |     | (a) |
| 58.      | Fagott                  | 16′ | (a) |
| 59.      | Posaune                 | 08′ | (a) |
| 60.      | Oboe (= Nr. 44)         | 08′ |     |
| 61.      | Clairon (Ext. Nr. 43)   | 08′ |     |

- Koppeln: II/I, I/P, II/P
- Anmerkungen
  - (a) = Register vor Erweiterung (Altbestand

1. 1 2 3 4 5 6 7 8 9 10 11 12 13 14  Sample.
2. ↑  Röhrenglocken.